# 37. SS-Freiwilligen-Kavallerie-Division
Die 37. SS-Freiwilligen-Kavallerie-Division war ein Verband der Waffen-SS. Die Bezeichnungen „Division“ und „Freiwilligen-“ sind irreführend, denn die Division erreichte höchstens die Stärke und Kampfkraft einer schwachen Brigade und das Personal bestand zu einem erheblichen Teil aus ungarischen Volksdeutschen, die von der SS zwangsrekrutiert wurden.

## Hintergrund
Mit der Eroberung von Budapest am 11. Februar 1945 durch die Rote Armee wurden die 8. SS-Kavallerie-Division „Florian Geyer“ und die 22. SS-Freiwilligen-Kavallerie-Division „Maria Theresia“ vernichtet.
Drei Tage zuvor (8.) verfügte das SS-Führungshauptamt, dass aus den außerhalb des Kessels von Budapest stehenden Einheiten der beiden genannten SS-Divisionen sowie Personalersatz aus ungarischen Volksdeutschen eine neue Division mit der Bezeichnung „37. SS-Kavallerie-Division“ aufzustellen sei. Offizieller Aufstellungstermin war der 20. Februar 1945.

## Einsatz
Die Aufstellung der Division erfolgte zuerst in der Slowakei im Raum Bratislava (Pressburg). Infolge des sowjetischen Vormarsches verlegte die Division immer weiter nach Westen, zuerst nach Mähren (Raum Znojmo), dann Böhmen (Raum Písek). Erst Ende April 1945 erhielt die Division einen Kampfauftrag zur Sicherung der linken Flanke der 6. Panzerarmee im Raum Zwettl. Nur wenige Tage später zog sich die Division jedoch über Freistadt nach Westen zurück und ergab sich am 5. Mai 1945 in Österreich den amerikanischen Truppen.
Losgelöst von der die Aufstellung fortsetzenden Division erhielt der Divisionsstab im März/April 1945 einen Sonderauftrag: Mit unterstellten deutschen und ungarischen Verbänden bildete er eine Kampfgruppe, die im Raum nördlich von Wien die Frontlücke zwischen der 6. Panzerarmee und der 8. Armee schließen sollte. Erfolglos musste sich die Kampfgruppe zurückziehen und wurde im April 1945 aufgelöst.
In der schematische Kriegsgliederung des OKH ist die Division am 1. März 1945 als zur Verfügung der Heeresgruppe Süd im Osten/Ungarn aufgeführt, am 12. April 1945 als dem XXXXIII. Armeekorps der 8. Armee, ebenfalls Heeresgruppe Süd/Osten/Ungarn, unterstellt. Dieser Eintrag bezieht sich vermutlich auf den Einsatz der vom Divisionsstab geführten Kampfgruppe, nicht auf die Division selbst. In der letzten schematischen Kriegsgliederung vom 7. Mai 1945 ist die Division nicht mehr aufgeführt.

## Gliederung (nach Tessin)
- SS-Freiwilligen-Kavallerie-Regiment 92 (2 Abteilungen mit zusammen 8 Schwadronen) (SS-Sturmbannführer Karl-Heinz Keitel, Sohn von Generalfeldmarschall Wilhelm Keitel)
- SS-Freiwilligen-Kavallerie-Regiment 93 (ebenso) (Kdr. SS-Obersturmbannführer Friedrichs)
  - SS-Artillerie-Abteilung 37 (3 Batterien) (SS-Sturmbannführer Albert Scheuffele)
  - SS-Pionier-Bataillon 37 (2 Kompanien) (SS-Obersturmführer von Wanka)
  - SS-Feldersatz-Bataillon 37 (erst im April 1945, 4 Kompanien) (SS-Sturmbannführer Ernst Imhoff)

weitere in der Feldpostübersicht nicht aufgeführte Einheiten, die der Division angehörten bzw. für die Division aufgestellt werden sollten:
- SS-Freiwilligen-Kavallerie-Regiment 94 (SS-Sturmbannführer Anton Ameiser)
  - SS-Panzerjäger-Abteilung 37 (eine Kompanie Jagdpanzer 38) (SS-Obersturmführer Rudolf Müller)
  - SS-Aufklärungs-Abteilung 37 (SS-Sturmbannführer Karl-Siegesmund Litzmann)
  - SS-Nachrichten-Kompanie 37 (SS-Obersturmführer Heinz Winkler)
  - SS-Sanitäts-Abteilung 37 (SS-Hauptsturmführer Erwin Dom, dann SS-Hauptsturmführer Richard Schreiner)
  - SS-Divisions-Nachschubführer
  - SS-Nachschub-Trupp 37 (SS-Obersturmbannführer Helmut Barthelmes)

## Kommandeure
- 26. Februar bis März 1945: SS-Standartenführer Waldemar Fegelein
- März bis 8. Mai 1945: SS-Standartenführer Karl Gesele